# 加倫峰
加倫峰（英語：Galen Peak）是南極洲的山峰，位於帕默群島的布拉班特島南部，處於布爾斯灣以西6公里，由比利時探險隊繪入地圖，現時由南極條約體系管理。